# 태클 (책)
《태클》(인생을 바꾸는 도전의 공식)은 모스크바국립대학교 행정대학원 초빙교수인 김흥기가 쓴 자기계발서로, 2014년 12월 13일 출간되었다.

## 주요 내용
『태클』(갈라북스 펴냄)은 이 시대 청춘들에게 ‘자신의 인생에서 승리자로 살아갈 수 있는 도전의 방법’을 제시하고 있는 책이다. 특히 불확실한 미래를 걱정하며 누구나 비슷한 스펙(Spec.) 경쟁에 매달리고 있는 젊은이들에게 ‘더 이상 비효율적인 경쟁에 매달려 인생을 낭비하지 말 것’을 주문한다. 그리고 자신의 인생에서 주인공으로 살아가기 위한 ‘비전있는 전략적 경쟁의 방법’을 찾아야 한다고 강조한다. 즉 ‘패배가 뻔히 보이는 싸움에 무작정 자신을 던지지 말고, 이길 수 있는 방법을 찾아 싸우는 경쟁 전략’을 펼치라는 것이다. 그리고 그 ‘경쟁 전략’을 ‘태클(TACKLE)’이라는 단어에 함축해 설명한다.
태클은 적성(TALENT), 태도(ATTITUDE), 도전(CHALLENGE), 지식(KNOWLEDGE), 행운(LUCK), 노력(EFFORTS) 등 각 영문 단어의 첫 글자를 조합한 것이다. 따라서 저자가 말하는 ‘태클’은 곧 ‘도전’을 말한다. 그리고 ‘도전’이 효과적인 성공으로 이어지기 위해 ‘적성’, ‘태도’, ‘지식’, ‘행운’, ‘노력’ 등 각 요소가 유기적으로 연계돼야 한다는 것이다.
특히 저자가 말하는 태클은 ‘함께 더불어 성공하고 행복할 수 있는’ 위대한 태클(=도전)이다. 자신만의 입신양명만 생각하는 편협하고 초라한 태클이 아니라 이웃과 함께 건강하고 행복하게 살 수 있는 위대한 도전을 뜻한다. 그래서 저자는 이 책에서 ‘초라한 태클은 소문자 tackle’, ‘위대한 태클은 대문자 TACKLE’로 부른다.
사람들이 흔히 태클을 걸지 말라고들 한다. 여기에서 ‘태클tackle=딴지’이며 딴지를 걸지 말라는 것이다. 저자는 이러한 태클을 소문자 태클이라고 정의하며 저서의 대문자 태클과 구분한다. 소문자 tackle의 사전적 의미를 보면, ‘1. (힘든 문제/상황과) 씨름하다 2. 축구 등에서 태클하다(=공을 뺏다)’로 정의된다. 대표적인 Zero-Sum Game으로 ‘나의 기쁨이 곧 너의 슬픔’이다, ‘나 혼자 잘 먹고 잘 살기 위해 노력하다’ 정도로 정의할 수 있다고 저자는 말한다.
저자는 독자들에게 대문자 태클(TACKLE)하라고 요청한다. 저자가 말하는 태클은 적극적으로 도전하는 것이다. 이 책에서 ‘태클=도전’을 뜻한다. 남의 것을 빼앗지 않고 새로운 가치를 창출해 내는 방법을 배우고 그것을 토대로 과감히 도전하라는 것이다. 몸을 움츠려 수비하는데 급급한 게 아니라 주체적, 능동적, 적극적으로 내 삶의 주인공으로 나서는 것이다. 대표적인 Plus-Sum Game으로 ‘함께 더불어 사는 세상을 만들기 위해 노력하다’ 로 정의할 수 있다고 저자는 말한다. 네이버 북캐스트의 출판사 편집후기에도 저자의 이러한 생각이 자세히 설명되어 있다.